# Żeglarstwo na Igrzyskach Azjatyckich 1986
Zawody żeglarskie na igrzyskach Azjatyckich 1986 rozegrano w Pusan w dniach 23 września - 29 września, na terenie "Busan Yachting Center".

## Tabela medalowa
| Poz.  | Państwo          |   |   |   | Łącznie |
| ----- | ---------------- | - | - | - | ------- |
| 1.    | Korea Południowa | 2 | 1 | 0 | 3       |
| 2.    | Chiny            | 2 | 0 | 1 | 3       |
| 3.    | Pakistan         | 1 | 0 | 0 | 1       |
| 4.    | Japonia          | 0 | 2 | 2 | 4       |
| 5.    | Tajlandia        | 0 | 1 | 1 | 2       |
| 6.    | Indie            | 0 | 1 | 0 | 1       |
| 7.    | Indonezja        | 0 | 0 | 1 | 1       |
| Razem | Razem            | 5 | 5 | 5 | 15      |

## Wyniki
| Konkurencja |                                |                                |                                   |
| ----------- | ------------------------------ | ------------------------------ | --------------------------------- |
| Division II | Qi Jianguo                     | Saard Panyawan                 | Abdul Malik Faisal                |
| Optimist    | Park Jong-woo                  | Daisuke Miyamoto               | Tosaporn Painupong                |
| Laser       | Park Gil-chul                  | Koichiro Naito                 | Ma Youming                        |
| 470         | Lin Jiacheng Chen Hongtai      | Farokh Tarapore Dhruv Bhandari | Norio Ogasawara Hiroyuki Kuriyama |
| Enterprise  | Munir Sadiq Muhammad Zakaullah | Ahn Cheul-ung Kim Seung-suk    | Saburo Sato Tatsuya Wanikaga      |